# Экспонат (песня)
«Экспона́т» — песня группы «Ленинград», исполняемая с 2015 года и вышедшая синглом в январе 2016 года. Песня возглавила российский чарт на iTunes. На первой церемонии вручения Российской национальной музыкальной премии песня победила в номинации «Лучшее музыкальное видео». В ноябре 2016 года «Ленинград» также получил за эту песню первый в своей истории «Золотой граммофон».
Песню включили в концертный репертуар группы в 2015 году, причём изначальная версия содержала речитатив и мелодекламацию, а также некоторые отличия в мелодии по сравнению со студийной записью. До выхода клипа, по словам бывшей солистки «Ленинграда» Алисы Вокс, публика прохладно относилась к песне, не особо обращая на неё внимание.

## Видеоклип
13 января 2016 года на YouTube опубликовали клип, набравший за 3,5 месяца около 70 миллионов просмотров. В январе 2017 года, спустя год после выхода на YouTube, клип набрал 100 миллионов просмотров. Главную роль в клипе исполнила Юлия Топольницкая, в песне звучит вокал Алисы Вокс.

### Сюжет
Клип начинается с того, что главная героиня (Юлия Топольницкая) общается по Skype с мужчиной по имени Сергей (Дмитрий Луговкин), рассказывая о своей жизни и занятиях живописью. В ответ мужчина приглашает её в музей на выставку Винсента Ван Гога. На эмоциональном подъёме она начинает готовиться к свиданию и пытается подобрать удачный образ, перебирая множество вариантов. В конце концов, героиня обращает внимание на висящую вырезку из журнала с Викторией Бекхэм и останавливается на наряде с этой фотографии. Понимая, что у неё нет подходящей пары обуви, героиня звонит своей подруге и выпрашивает у той туфли, внешний вид которых похож на модные «лабутены»; именно они и упоминаются в припеве песни.
Далее героиня начинает заниматься подготовкой к свиданию: красит красным лаком подошву туфель и ставит их сушиться около батареи, делая их более похожими на вожделенные «лабутены», принимает ванну, наносит макияж, делает маникюр. С первого раза у неё не получается надеть узкие джинсы, в попытке немедленно похудеть она занимается на велотренажёре, вызывает у себя рвоту, но в конце концов ей помогает надеть джинсы мать (Галина Сидорова). В итоге героиня полностью облачается в желаемый наряд, когда в дверь звонят, однако невысохший от нагрева лак на подошвах туфель приклеивает их к полу, и она падает при попытке сделать первый шаг. Джинсы лопаются по шву между ягодиц, героиня ломает ноготь и разбивает нос. Её посещает видение их свадьбы с Сергеем. Вытерев кровь, она босиком ползёт к двери, не в состоянии подняться на ноги. В конце концов, ей удаётся встать в полный рост и открыть входную дверь.

## Съёмки
Клип сняла студия «Fancy shot», работавшая над некоторыми предыдущими клипами «Ленинграда»; режиссёром клипа выступила Анна Пармас. Идея сюжета клипа принадлежит Пармас, Шнуров лишь одобрил его.
Съёмки проходили в одном из павильонов Ленфильма, где были построены декорации комнаты в квартире героини. В качестве главных источников стилистики создатели называли «Деликатесы» Жана-Пьера Жёне и рекламные ролики масла Lurpak, однако признавались в схожести с клипом Рэйчел Блум «Fuck Me, Ray Bradbury». Фотография Виктории Бекхэм, на которую ориентируется героиня при создании своего образа, представляет собой монтаж — в этом наряде сфотографировалась Юлия Топольницкая, а её лицо заменили лицом Виктории. Кроме того, обувь, показанная в клипе, на самом деле не была настоящими туфлями от Christian Louboutin.
В кастинге на главную роль участвовало более 200 девушек, из которых на главную роль была утверждена актриса петербургского театра клоунады «Лицедеи» Юлия Топольницкая. По выходе клипа она признавалась, что ожидала большего количества негативных комментариев о себе и о песне, однако обрадовалась тому, что большая часть критики относилась не к актёрскому мастерству, а к внешности. Для съёмок Топольницкая специально набирала вес; также она рассказывала, что рвущиеся на ней джинсы специально были подобраны меньшего размера, чем те, что подходят ей. Кроме того, она говорила, что все падения делала сама, без каскадёров, но со страховкой, падая на скрытые под коврами маты.

## Реакция
Выход клипа сразу привлёк к себе внимание многих СМИ. По словам Алисы Вокс, в рекламную кампанию были вложены средства, сопоставимые с затратами на производство клипа.
После выхода видео в прессе писали о флешмобе по превращению туфель с высоким каблуком в «лабутены» путём покраски подошвы красным лаком.
Пресс-секретарь проходившей в Москве выставки работ Винсента Ван Гога заявила, что 13 и 14 февраля 2016 года все девушки «на лабутенах» смогут посетить выставку бесплатно, а все мужчины по имени Сергей получат 50-процентную скидку; под «лабутенами» в данном случае понимались все туфли со шпилькой не менее 10 сантиметров. Вскоре после этого заявления представители бренда Christian Louboutin попросили убрать упоминания о данной торговой марке из публикаций об этой акции, сообщив, что согласия на использование торговой марки организаторы выставки не получали.
Председатель комитета Государственной думы России по культуре кинорежиссёр Станислав Говорухин в интервью радиостанции «Говорит Москва» заявил, что, по его мнению, употребление нецензурной лексики в клипе нарушает законодательство, но заметил, что бороться с матом в интернете сложно, добавив, что небольшое количество мата можно простить за остроумие клипа. В выпуске телепередачи «Вечерний Ургант» от 29 января 2016 года группа «Ленинград» исполнила версию песни без мата и с изменённым третьим куплетом: в оригинале первый и третий куплет, рассказывающие о выставке Ван Гога, совпадали, а второй был посвящён походу на Глинку в Мариинский театр, здесь же в третьем куплете речь шла о выставке работ Валентина Серова, проходившей в Москве по январь 2016 года.
На клип было снято множество пародий, причём не только любительских: были сняты мужские, кавказские, украинские версии; также комический дуэт из Перми «Боня и Кузьмич» снял пародию «Лабутоннель», в которой главная героиня пытается «на лабутенах» пройти по тоннелю пермского вокзала. Одна из пародий — «грузинское» послесловие к клипу, в котором кроме двух поющих мужчин показана завёрнутая в ковёр девушка в туфлях — была даже опубликована на официальном канале группы «Ленинград» на YouTube. Кроме того, клип на музыку «Экспоната» с текстом о выходе в плей-офф КХЛ 2016 снял владивостокский хоккейный клуб «Адмирал».
Клип породил множество фольклорных интерпретаций, ставших предметом исследования группы «Мониторинг актуального фольклора» (РАНХиГС). По данным Яндекса, самым популярным русскоязычным мемом года стали именно «лабутены», причём на второй строчке оказалась заглавная строка другой песни «Ленинграда» — «В Питере — пить».
Отвечая на вопрос об избитости сюжета о сборах девушки на свидание, Сергей Шнуров заявил:

Любая тема — баян. Любая. В этой жизни не меняется ничего со времен прихода Иисуса Христа. Все темы, которые трогают, не побоюсь этого слова, вечные. И вот если ты с помощью грязного пальца с неподстриженными ногтями пытаешься тыкнуть и попадаешь в эту вечность — это и есть самое что ни на есть удовольствие.
— 
Артём Рондарев выразил мнение, что основа успеха песни — именно драматургия клипа.